# Rue Týnská
La rue Týnská  est une voie de Prague.

## Situation et accès
Cette rue de la Vieille Ville de Prague mène de la rue Štupartská à la rue Dlouhá. L'arrière de l'église Notre-Dame du Týn est bordée par la rue Týnská. La partie de la rue entre Štupartská et le temple Týnský où se trouve l'entrée de la Cour de Týn (Ungelt) est si petite qu'elle ne figure pas dans les adresses postales. 

## Bâtiments remarquables et lieux de mémoire
- maison U Černého slona , n ° 1
- Maison Niendertheymerovský , n ° 2

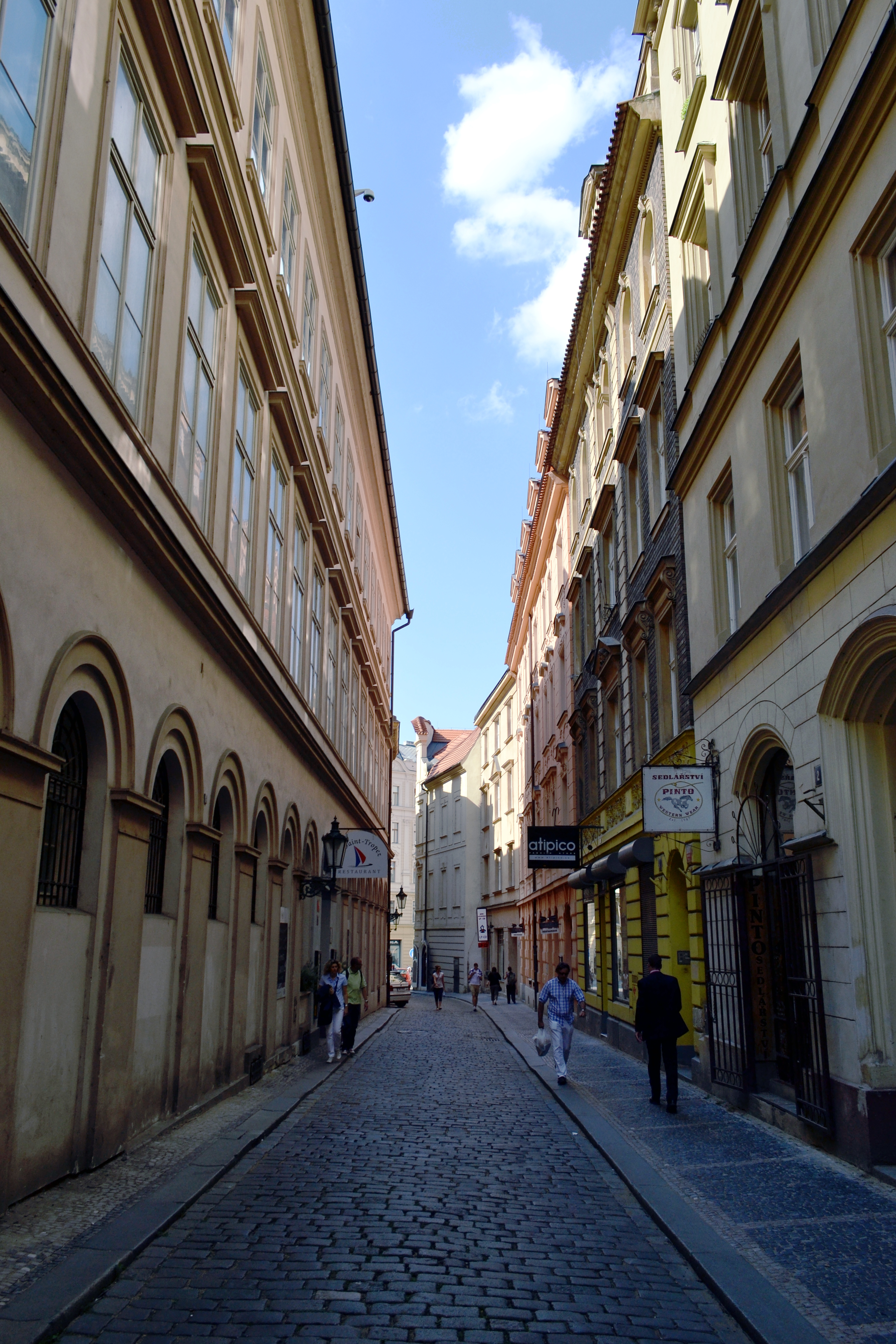
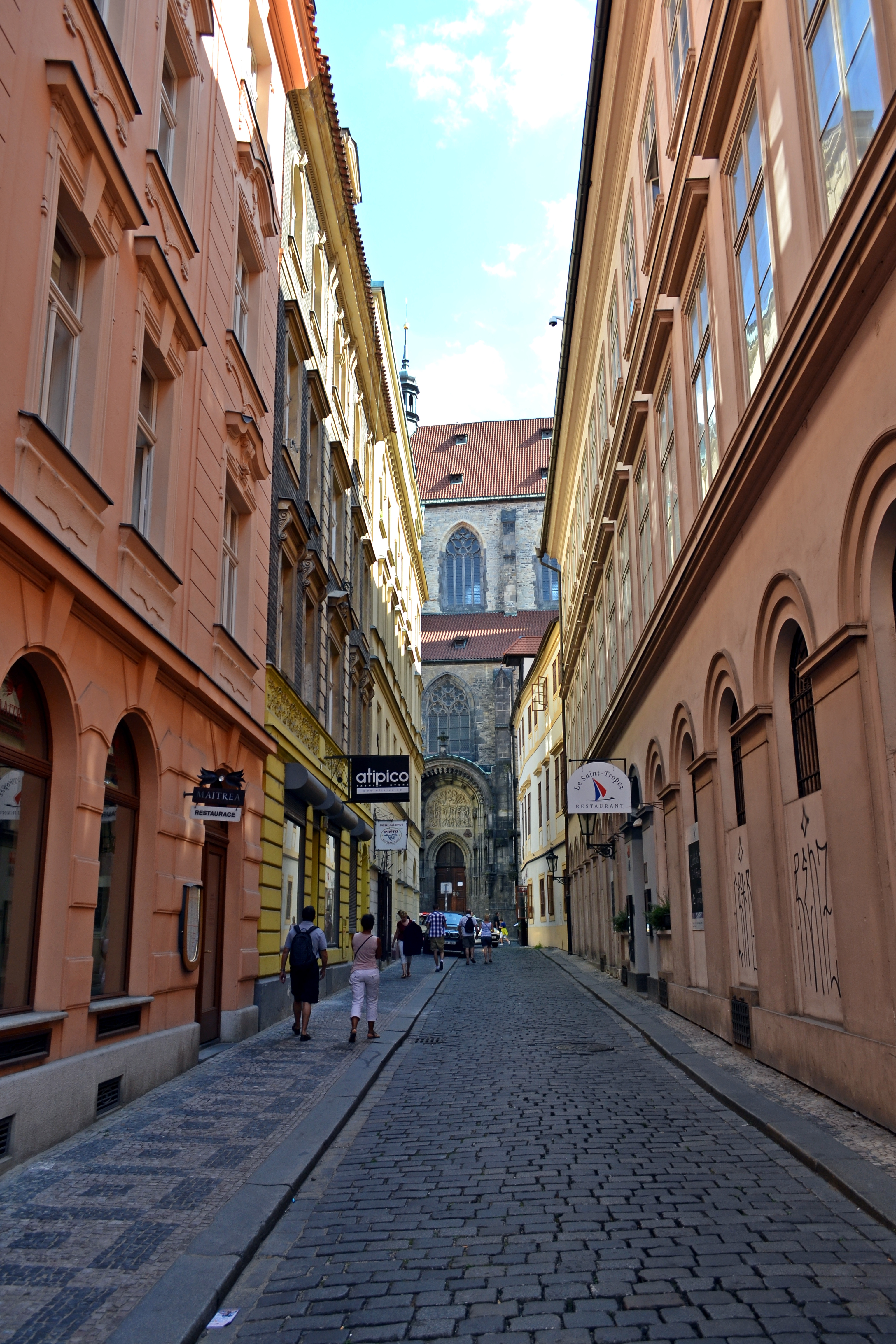
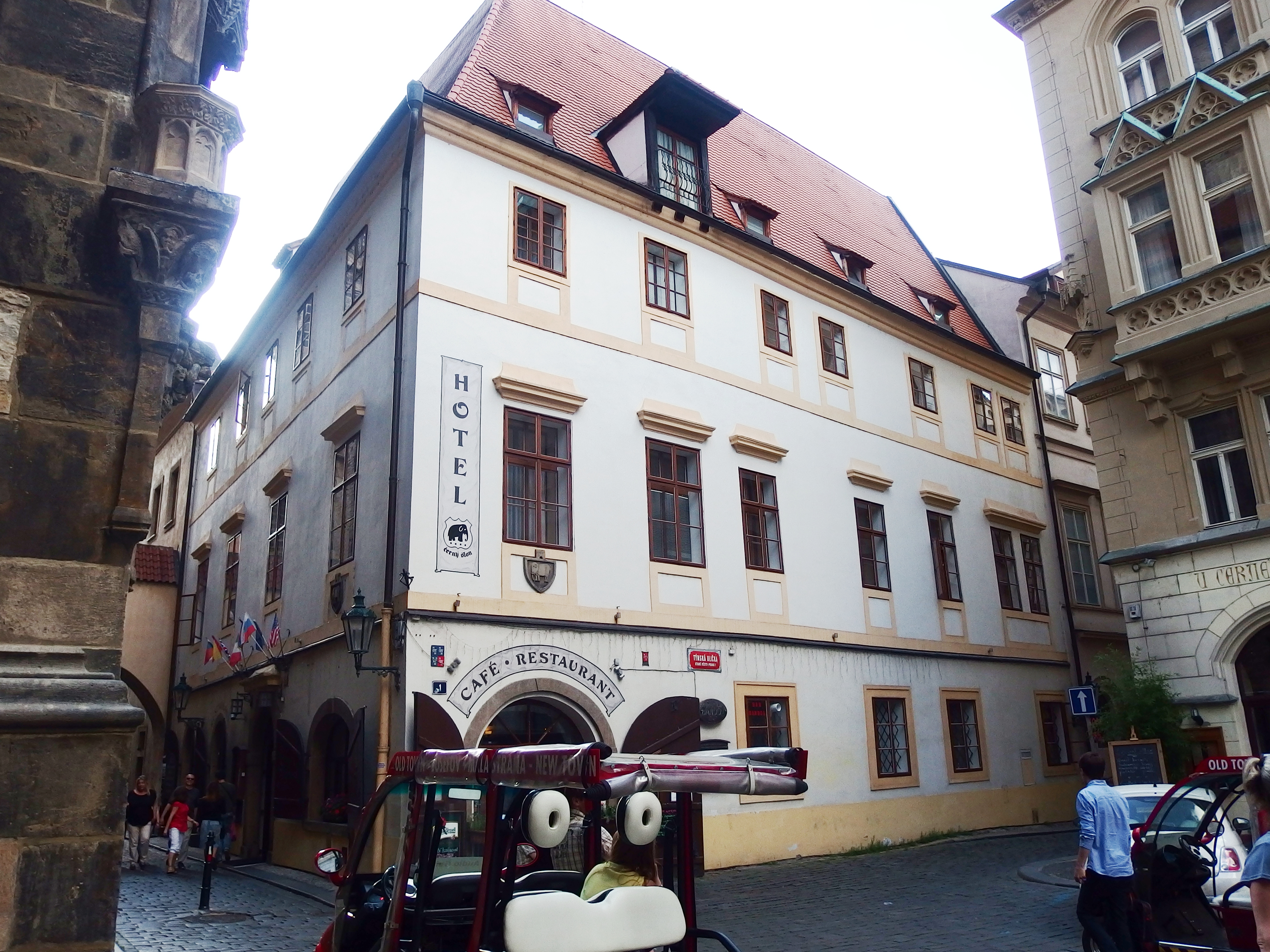
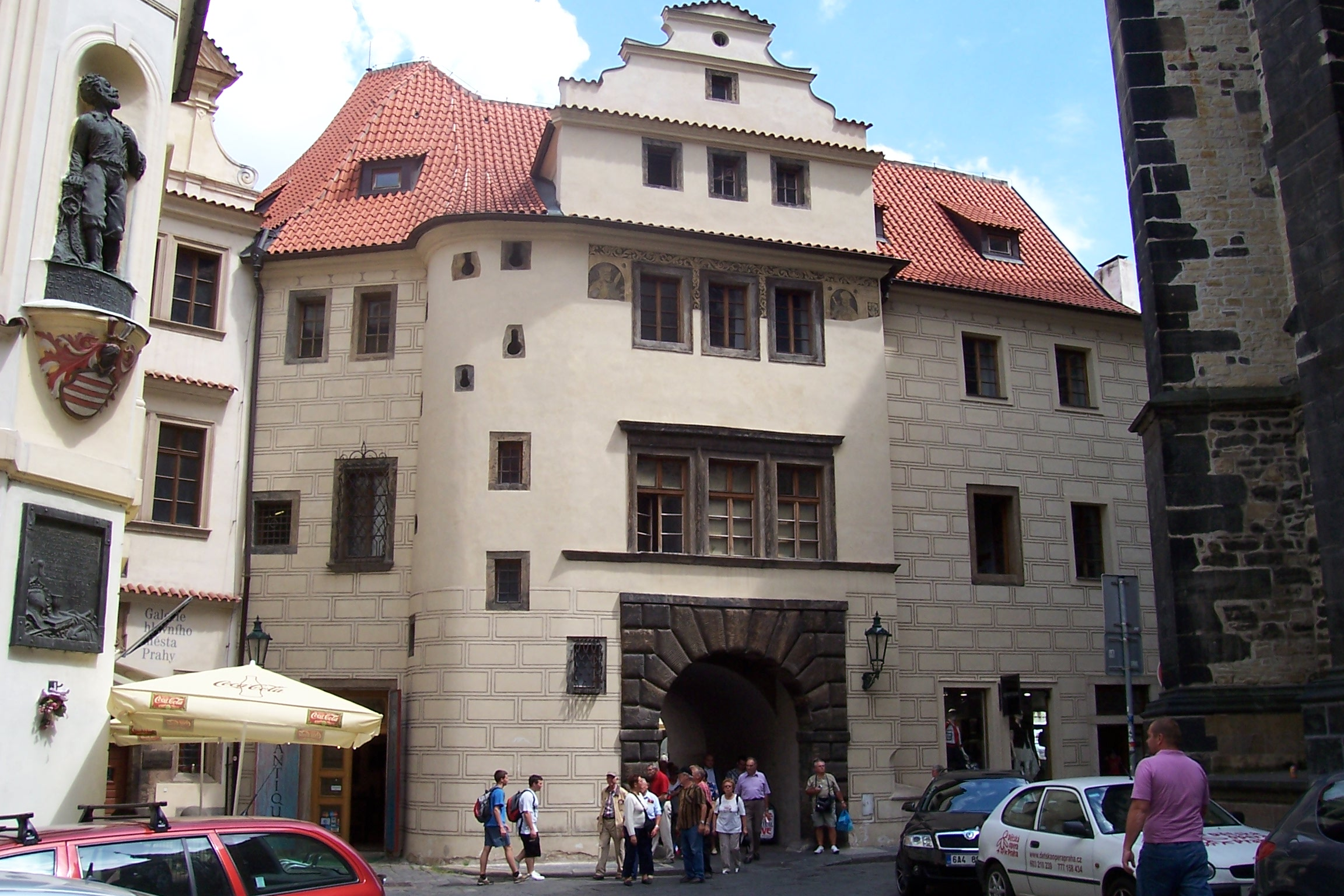
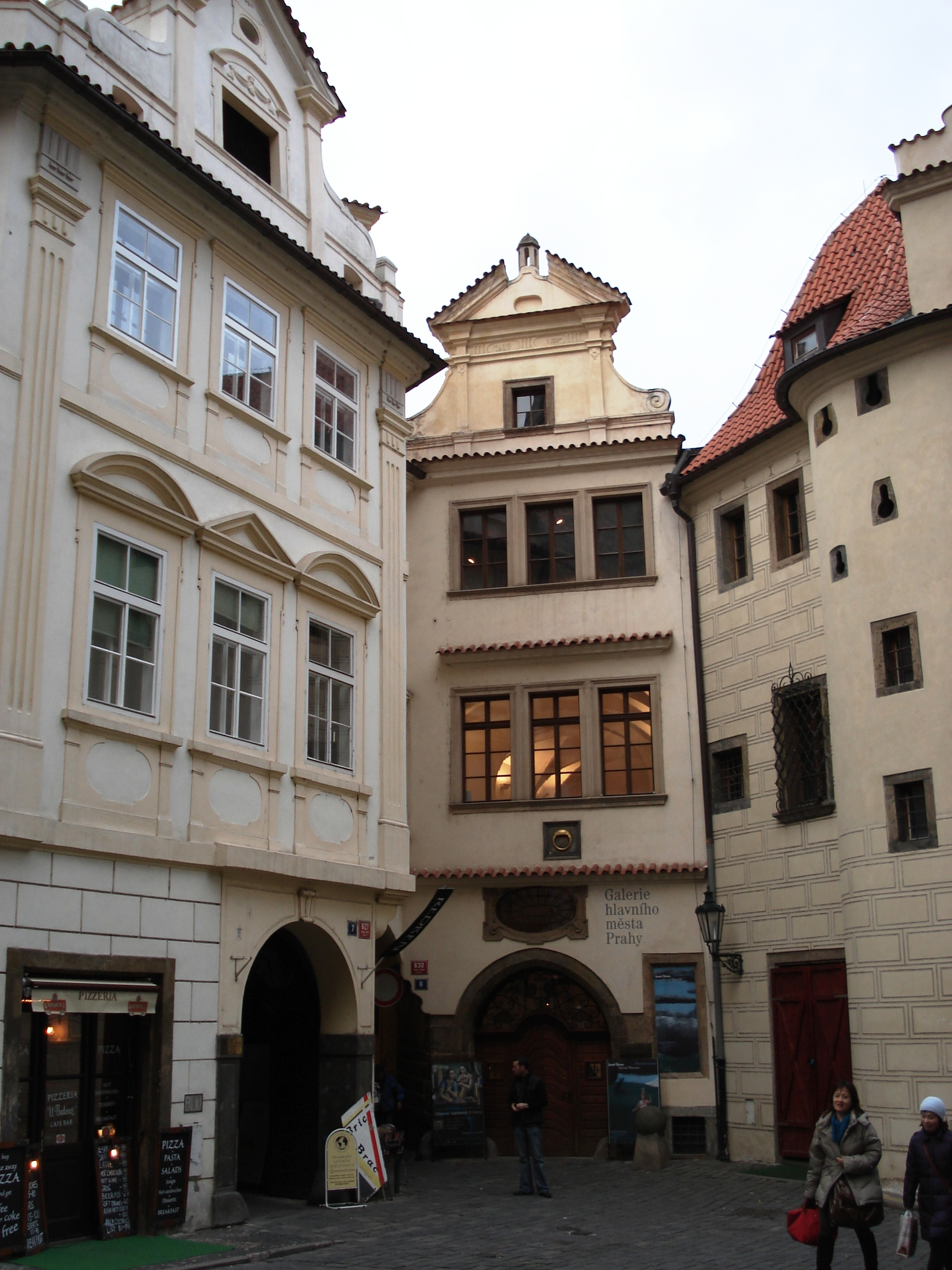

- Palais Golz-Kinsky , n ° 3/5
- Maison U Černé koule , n ° 7
- N ° 8
- Maison U Tří per, n° 10
- Maison de l'étoile d'argent , n ° 12